# Řecké náboženství

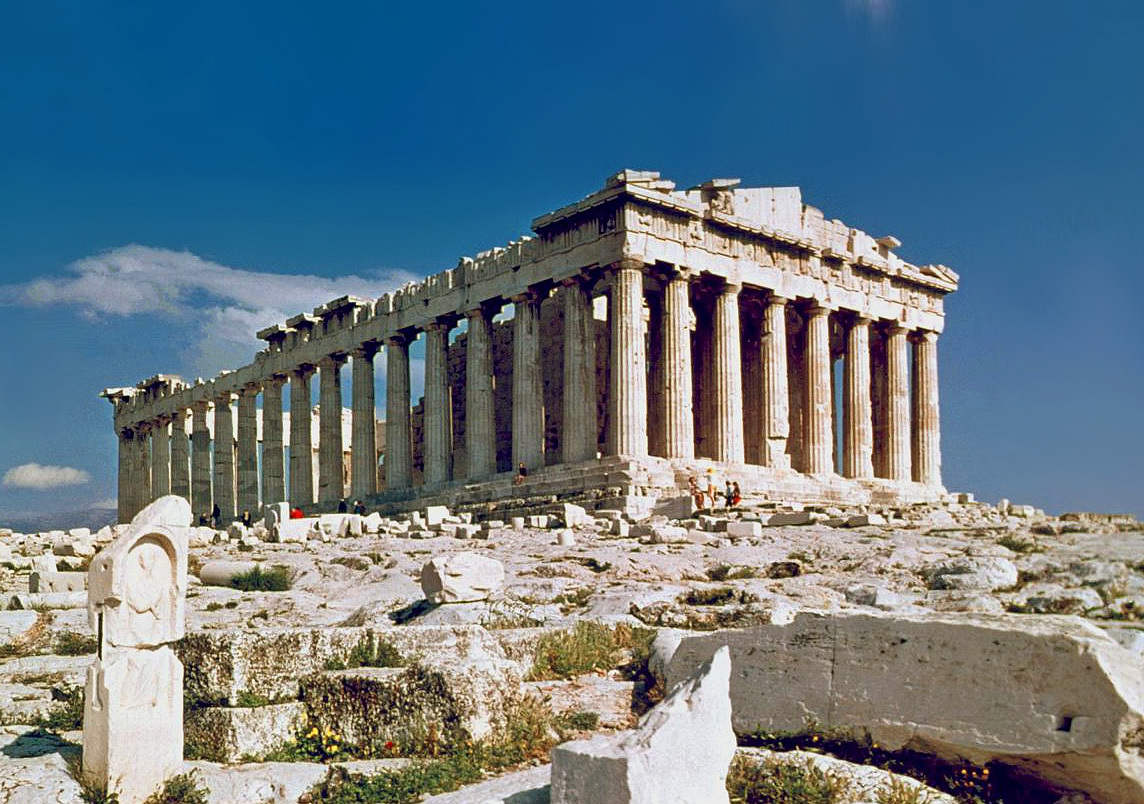
Trosky Parthenónu, chrámu bohyně Athény, na athénské akropoli

Řecké náboženství je soubor věrských představ a praktik, včetně mytologie, který byl vlastní Řekům od Temného období (12. – 9. století př. n. l. ) až do svého zániku ve prospěch křesťanství v 5. století. Kromě dnešního Řecka a západního pobřeží Malé Asie bylo toto náboženství v četných řeckých koloniích od Iberského poloostrova a Velkého Řecka v jižní Itálii, po černomořské pobřeží až po severní Afriku. Zahrnovalo soukromý, lidový i občanský kult a projevy zbožnosti a jeho jednotlivé projevy se výrazně lišily v čase a prostoru. Řecké náboženství bylo polyteistické a znalo velké množství bohů, hrdinů a dalších bytostí. Za nejvyšší z bohů byl považován Zeus, významní byli také další členové olympské dvanáctky, především v lokálním kontextu pak další božstva. Příběhy o nich, stvoření světa a jejich vztazích se smrtelníky tvoří řeckou mytologii.
Kromě soukromé, lidové a občanské víry a kultu zahrnuje řecké náboženství různé esoterické a mysterijní formy jako orfismus, pythagoreismus nebo eleusínská mystéria, částečně z něj také vycházela řecká filosofie. Především od doby helénismu (4. století př. n. l.) docházelo k jeho synkrezi s cizími náboženstvími, například perským, egyptským a semitským. Výrazný byl vliv na náboženství římské, částečně zprostředkovaný náboženstvím etruským, který nakonec vedl až vzniku synkretického řecko-římského či klasického náboženství. I po svém zániku řecké náboženství, především mytologická část, zůstávalo, v povědomí vzdělaných obyvatel křesťanské Evropy. Jeho vliv nabyl na významu v renesanci se znovuobjevením neoplatonismu a hermetismu, od 80. let 20. století se k starověkému řeckému náboženství hlásí následovníci novopohanského hnutí zvaného helénismus.